# Ternana Calcio 1975-1976
Questa voce raccoglie le informazioni riguardanti la Ternana Calcio nelle competizioni ufficiali della stagione 1975-1976.

## Stagione
Dopo un inizio disastroso, culminato con l'ultimo posto all'ottava giornata, la Ternana (nel frattempo affidata all'ex commissario tecnico della nazionale italiana Edmondo Fabbri dopo il fallimento di Ezio Galbiati) effettuò una graduale scalata della classifica che la portò, a metà del girone di ritorno, a candidarsi tra le pretendenti alla promozione. Una serie di passi falsi ottenuti nell'ultima parte del campionato risucchiarono tuttavia la squadra nelle zone basse della classifica, fino al quindicesimo posto finale.

## Divisa e sponsor
| Manica sinistra · Manica sinistra · Maglietta · Maglietta · Manica destra · Manica destra · Pantaloncini · Calzettoni |

## Organigramma societario
Area direttiva
Presidente:  Giorgio Taddei
Segretario:  Varo Conti
Area tecnica
Allenatore:  Ezio Galbiati, dalla nona giornata  Omero Andreani, dalla decima giornata  Edmondo Fabbri
Area sanitaria
Medico sociale:  Giuliano Taviani

## Rosa

Il neoacquisto Roberto Casone

| N. |                   | Ruolo | Calciatore            |
| -- | ----------------- | ----- | --------------------- |
| -  | Italia (bandiera) | P     | Aldo Nardin           |
| -  | Italia (bandiera) | P     | Massimo Bianchi       |
| -  | Italia (bandiera) | P     | Mauro Bianchi         |
| -  | Italia (bandiera) | D     | Cesare Cattaneo       |
| -  | Italia (bandiera) | D     | Angelino Rosa         |
| -  | Italia (bandiera) | D     | Gianfranco Platto     |
| -  | Italia (bandiera) | A     | Gianfranco De Carolis |
| -  | Italia (bandiera) | D     | Danilo Pierini        |
| -  | Italia (bandiera) | D     | Danilo Ferrari        |
| -  | Italia (bandiera) | D     | Giovanni Masiello     |
| -  | Italia (bandiera) | C     | Carmelo Bagnato       |

| N. |                   | Ruolo | Calciatore         |
| -- | ----------------- | ----- | ------------------ |
| -  | Italia (bandiera) | C     | Roberto Casone     |
| -  | Italia (bandiera) | C     | Odilio Moro        |
| -  | Italia (bandiera) | C     | Sandro Crivelli    |
| -  | Italia (bandiera) | C     | Giuseppe Valà      |
| -  | Italia (bandiera) | C     | Pietro Biagini     |
| -  | Italia (bandiera) | A     | Bruno Zanolla      |
| -  | Italia (bandiera) | A     | Nicola Traini      |
| -  | Italia (bandiera) | A     | Ferdinando Donati  |
| -  | Italia (bandiera) | A     | Sandro Crispino    |
| -  | Italia (bandiera) | A     | Riccardo Di Giulio |

## Risultati

### Campionato

#### Girone di andata
| 28 settembre 1975 1ª giornata | Ternana | 2 – 1 | Piacenza |  |

| 5 ottobre 1975 2ª giornata | Reggiana | 2 – 0 | Ternana |  |

| 12 ottobre 1975 3ª giornata | Ternana | 2 – 2 | Varese |  |

| 19 ottobre 1975 4ª giornata | Atalanta | 2 – 0 | Ternana |  |

| 26 ottobre 1975 5ª giornata | Ternana | 2 – 0 | Modena |  |

| 2 novembre 1975 6ª giornata | Ternana | 0 – 0 | Taranto |  |

| 9 novembre 1975 7ª giornata | Lanerossi Vicenza | 2 – 0 | Ternana |  |

| 16 novembre 1975 8ª giornata | Ternana | 0 – 2 | SPAL |  |

| 23 novembre 1975 9ª giornata | Catanzaro | 1 – 0 | Ternana |  |

| 30 novembre 1975 10ª giornata | Ternana | 1 – 1 | Foggia |  |

| 7 dicembre 1975 11ª giornata | Catania | 0 – 2 | Ternana |  |

| 14 dicembre 1975 12ª giornata | Ternana | 1 – 1 | Pescara |  |

| 21 dicembre 1975 13ª giornata | Brindisi | 0 – 1 | Ternana |  |

| 4 gennaio 1976 14ª giornata | Genoa | 0 – 0 | Ternana |  |

| 11 gennaio 1976 15ª giornata | Ternana | 0 – 0 | Brescia |  |

| 18 gennaio 1976 16ª giornata | Ternana | 1 – 1 | Novara |  |

| 25 gennaio 1976 17ª giornata | Avellino | 0 – 0 | Ternana |  |

| 1º febbraio 1976 18ª giornata | Ternana | 2 – 1 | Palermo |  |

| 8 febbraio 1976 19ª giornata | Sambenedettese | 0 – 0 | Ternana |  |

#### Girone di ritorno
| 15 febbraio 1976 20ª giornata | Piacenza | 3 – 2 | Ternana |  |

| 22 febbraio 1976 21ª giornata | Ternana | 2 – 0 | Reggiana |  |

| 29 febbraio 1976 22ª giornata | Varese | 0 – 0 | Ternana |  |

| 7 marzo 1976 23ª giornata | Ternana | 1 – 0 | Atalanta |  |

| 14 marzo 1976 24ª giornata | Modena | 2 – 4 | Ternana |  |

| 21 marzo 1976 25ª giornata | Taranto | 0 – 0 | Ternana |  |

| 28 marzo 1976 26ª giornata | Ternana | 0 – 0 | Lanerossi Vicenza |  |

| 4 aprile 1976 27ª giornata | SPAL | 1 – 2 | Ternana |  |

| 11 aprile 1976 28ª giornata | Ternana | 1 – 0 | Catanzaro |  |

| 18 aprile 1976 29ª giornata | Foggia | 1 – 0 | Ternana |  |

| 25 aprile 1976 30ª giornata | Ternana | 0 – 1 | Catania |  |

| 2 maggio 1976 31ª giornata | Pescara | 1 – 0 | Ternana |  |

| 9 maggio 1976 32ª giornata | Ternana | 3 – 1 | Brindisi |  |

| 16 maggio 1976 33ª giornata | Ternana | 0 – 3 | Genoa |  |

| 23 maggio 1976 34ª giornata | Brescia | 2 – 1 | Ternana |  |

| 30 maggio 1976 35ª giornata | Novara | 0 – 0 | Ternana |  |

| 6 giugno 1976 36ª giornata | Ternana | 0 – 0 | Avellino |  |

| 13 giugno 1976 37ª giornata | Palermo | 2 – 0 | Ternana |  |

| 20 giugno 1976 38ª giornata | Ternana | 0 – 0 | Sambenedettese |  |

## Statistiche

### Statistiche di squadra
| Competizione | Punti | Totale | Totale | Totale | Totale | Totale | Totale | DR |
| Competizione | Punti | G      | V      | N      | P      | Gf     | Gs     | DR |
| ------------ | ----- | ------ | ------ | ------ | ------ | ------ | ------ | -- |
| Serie B      | 37    | 38     | 11     | 15     | 12     | 30     | 33     | -3 |
| Coppa Italia | -     | 4      | 1      | 0      | 3      | 5      | 10     | -5 |
| Totale       | -     | 42     | 12     | 15     | 15     | 35     | 43     | -8 |

### Statistiche dei giocatori
| Giocatore     | Serie B  | Serie B |
| Giocatore     | Presenze | Reti    |
| ------------- | -------- | ------- |
| C. Bagnato    | 37       | 3       |
| P. Biagini    | 22       | 1       |
| M. Bianchi    | 5        | -       |
| M. Bianchi    | 1        | -       |
| R. Casone     | 11       | -       |
| C. Cattaneo   | 34       | -       |
| S. Crispino   | 7        | -       |
| S. Crivelli   | 37       | 2       |
| G. De Carolis | 2        | -       |
| R. Di Giulio  | 1        | -       |
| F. Donati     | 20       | 1       |
| D. Ferrari    | 33       | 3       |
| G. Masiello   | 18       | -       |
| O. Moro       | 33       | -       |
| A. Nardin     | 33       | -       |
| D. Pierini    | 3        | -       |
| G. Platto     | 36       | -       |
| A. Rosa       | 25       | -       |
| N. Traini     | 22       | 6       |
| G. Valà       | 34       | -       |
| B. Zanolla    | 35       | 11      |